# Héctor Pedro Bloomberg
Héctor Pedro Bloomberg (* 18. März 1890 in Buenos Aires; † 3. April 1955 ebenda) war ein argentinischer Journalist und Schriftsteller.

## Leben
Héctor Pedro Bloomberg war der Sohn der paraguayischen Schriftstellerin Ercilia López de Bloomberg und durch seine Mutter war er auch mit dem Präsidenten Paraguays, Francisco Solano López verwandt.
Bloomberg kam in Buenos Aires zur Welt, aber verbrachte seine Kindheit und Jugend in Paraguay. Anlässlich seines Jurastudiums kam er in seine Heimatstadt zurück. Dieses Studium brach er bereits nach kurzer Zeit ab und verdiente sich seinen Lebensunterhalt ab dieser Zeit als Journalist. Er bereiste nahezu alle Länder Lateinamerikas und unternahm auch einige Reisen nach Europa.
Er gehörte zum Mitarbeiterstab mehrerer Zeitungen bzw. Zeitschriften, wie „La Nación“, „La Razón“, „Caras y caretas“ oder „El Hogar“. Dabei arbeitete er teilweise auch mit Mateo Booz, Mario Bravo u. a. zusammen.

## Rezeption
Bloomberg thematisierte in seinem literarischen Schaffen immer wieder das menschliche Scheitern: z. B. die perspektivlosen Fremden in den Hafenkneipen in ihrer Einsamkeit oder die Tragödien zwischen Heimweh und Alkoholismus. In diesem Tenor waren auch seine traurigen Tango-Lieder, welche er für Musiker wie Ignacio Corsini oder Enrique Maciel schrieb. Die zeitgenössische Literaturkritik unterstellte seinem Roman „La dama del Paraguay“ autobiographische Züge.

## Ehrungen
- 1921: Argentinischer Literaturpreis
- 1928: Argentinischer Literaturpreis

## Werke (Auswahl)
Erzählungen
- Las lágrimas de Eva. 1928.
- La otra pasión. 1925.
- Los pájaros que lloran. 1926.
- Los peregrinos de la espuma. 1924.

Lyrik
- Bajo la cruz del sur. 1923.
- La canción lejama. 1912.
- A la deriva. 1920.
- Gaviotas perdidas. 1921.

Theaterstücke
- Barcos amarrandos.
- El niño Juancito Rosas.
- Pancha Garmendia.
- La sangre de las guitaras.